# Елеонора (3-тя графиня Альбукерке)
Елеоно́ра Уррака (вересень 1374 — 16 грудня 1435) — кастильська шляхтянка, королева Арагону (1412—1435). Графиня Альбуркеркська (1374—1435). Представниця Кастильського Бургундського дому. Народилася в Альдеадавілі, Кастилія. Донька альбуркеркського графа Санчо, позашлюбного сина кастильського короля Альфонсо XI, і португальської інфанти Беатриси. Дружина арагонського короля Фернандо I (з 1394). В шлюб народила семеро дітей, зокрема арагонських королів Альфонсо V та Іоанна ІІ, кастильську королеву Марію й португальську королеву Елеонору. Після смерті чоловіка виїхала до Кастилії, мешкала Медіні, де й померла. Похована у монастирі святої Марії. Прізвисько — Багатійка (ісп. la Rica Hembra).

## Імена
- Леоно́ра Альбурке́ркська (ісп. Leonor de Alburquerque) — за титулом батька.
- Леоно́ра Касти́льська (ісп. Leonor Urraca de Castilla) — за країною походження.
- Леоно́ра-Урра́ка Касти́льська (ісп. Leonor Urraca de Castilla) — за країною походження.
- Леоно́ра Багаті́йка (ісп. Leonor la Rica Hembra) — за прізвиськом[2].

## Сім'я

### Чоловік
- Фернандо I (король Арагону) (27листопада 1380 — 2 квітня 1416) — король Арагону, Валенсії, Майорки, Сардинії, Сицилії, граф Барселони (1412—1416). Представник династії Трастамара. Народися в Медіні, Кастилія. Син кастильського короля Хуана I та Елеонори Арагонської. Зайняв арагонський трон внаслідок компромісу в Каспе (1412). Одружилися в 1394 році.

### Діти
1. Альфонсо (24 лютого 1396 — 27 червня 1458) — король Арагону, Валенсії, Майорки, Сардинії, Сицилії; граф Барселони (з 2 квітня 1416); король Неаполю (з 2 червня 1442). Народився в Медіні, Кастилія.
2. Іоанн (29 червня 1398 — 20 січня 1479) — король-консорт Наварри (з 8 вересня 1425); король Арагону, Валенсії, Майорки, Сардинії, Сицилії; граф Барселони (з 27 червня 1458). Один з королів-довгожителів середньовіччя.
3. Енріке (1400 — 15 червня 1445) — 6-й герцог Вільєни, кавалер ордену Сантьяго.
4. Санчо (1400/1 — березень 1416) — магістр Алькантарського ордену з 1408.
5. Елеонора (2 травня 1402 — 19 лютого 1445) — королева-консорт Португалії (з 14 серпня 1433 по 9 вересня 1438). Регентка королівства (1438—1439). Народилася у Медіні-дель-Кампо, Кастилія. Дружина португальського короля Дуарте I (з 22 вересня 1428). Мати португальського короля Афонсу V та імператриці СРІ Елеонори.
6. Марія (24 лютого 1403[3] — 18 лютого 1445) — королева-консорт Кастилії (з 4 серпня 1420). Дружина короля Кастилії Іоанна II. Мати короля Енріке IV.
7. Педро (1406 — 17 жовтня 1438) — 4-й граф Альбукерке.